# البکری (دهانه)
البکری یک دهانه برخوردی در ماه‌ است.